# 报警装置

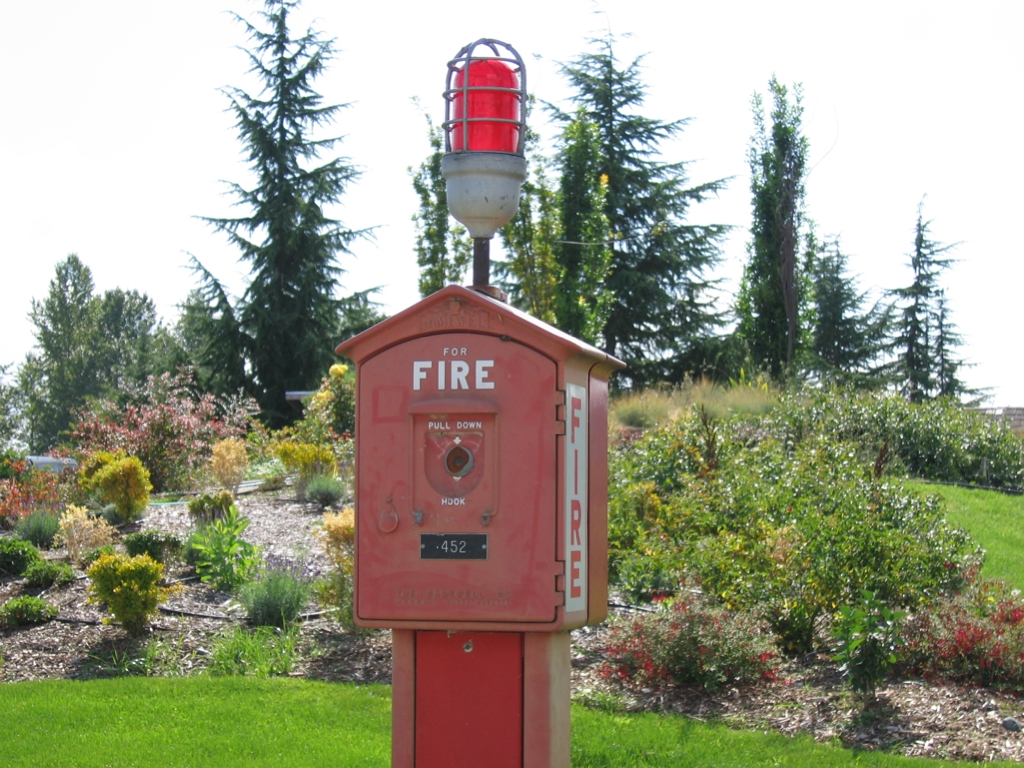
公园中的火警装置

报警装置，也称告警装置、示警装置，是一种以可听、可视或其他形式给出问题或状况的警报信号的装置或系统。报警装置通常配有至少一种示警信号。